# Ausflag
Ausflag é uma organização criada para promover uma nova bandeira da Austrália.
A Ausflag foi formada em 1981 por Harold Scruby, que desde então tem trabalhado para fomentar o debate sobre o desenho da bandeira. Os australianos proeminentes que estiveram envolvidos na direção de Ausflag incluem Nicholas Whitlam, Phillip Adams, Cathy Freeman, Malcolm Turnbull, Janet Holmes à Court e Nick Greiner. O ex-presidente do Movimento Republicano Australiano, Malcolm Turnbull, deixou a diretoria da Ausflag em 1994, após ser solicitado a renunciar, e em 2004 ingressou na Associação Nacional da Bandeira da Austrália.
A organização é afiliada à NZFlag, um consórcio que promove o redesenho da bandeira da Nova Zelândia.

## Campanhas
A Ausflag promoveu competições de design para uma nova bandeira em 1986, antes do bicentenário, em 1993, depois que Sydney ganhou o direito de sediar as Olimpíadas de 2000, e em 1998, antes do novo milênio.
Em janeiro de 2011, a organização redigiu uma declaração em apoio a uma nova bandeira, que foi assinada por mais de uma dezena de australianos do ano, incluindo Patrick McGorry, Ian Kiernan, Dawn Fraser, Shane Gould, Ian Frazer, Gustav Nossal e Tim Flannery.
No Dia da Austrália em 2013, a Ausflag lançou um design de sétima bandeira, um conceito para uma bandeira esportiva australiana. Até o momento, nenhum dos desenhos de bandeiras promovidos pela organização alcançou o uso habitual.